# Gioia del Colle
Gioia del Colle é uma comuna italiana da região da Puglia, província de Bari, com cerca de 26.369 habitantes. Estende-se por uma área de 206 km², tendo uma densidade populacional de 128 hab/km². Faz fronteira com Acquaviva delle Fonti, Castellaneta (TA), Laterza (TA), Mottola (TA), Noci, Putignano, Sammichele di Bari, Santeramo in Colle, Turi.

## Demografia
| Variação demográfica do município entre 1861 e 2011                               |
|                                                                                   |
| Fonte: Istituto Nazionale di Statistica (ISTAT) - Elaboração gráfica da Wikipedia |